# Шестикутна призма

Шестикутна призма

Шестикутна призма — призма з шестикутною основою. У цього многогранника 8 граней, 18 ребер і 12 вершин.
До загострювання багато олівців мають форму довгої шестикутної призми.

## Напівправильний (або однорідний) многогранник
Якщо всі бічні грані однакові, шестикутна призма є напівправильним многогранником, більш загально, однорідним многогранником і четвертою призмою в нескінченній множині призм, утворених прямокутними бічними гранями і двома правильними основами. Призму можна розглядати як зрізаний шестигранний осоедр, поданий символом Шлефлі t{2,6}. З іншого боку, його можна розглядати як прямий добуток правильного шестикутника на відрізок, що подається як {6}×{}. Двоїстим многогранником шестикутної призми є шестикутна біпіраміда.
Групою симетрії прямої шестикутної призми є D6h з порядком 24, а групою поворотів є D6 з порядком 12.

## Об'єм
Як і для більшості призм, об'єм правильної шестигранної призми можна знайти множенням площі основи (з довжиною сторони {\displaystyle a}) на висоту {\displaystyle h}, що дає формулу:

## Симетрія
Топологія однорідної шестикутної призми може мати геометричні варіації з низькою симетрією:
| Симетрія    | D6h, [2,6], (*622) | C6v, [6], (*66) | D3h, [2,3], (*322) | D3h, [2,3], (*322) | D3d, [2+,6], (2*3) |
| Конструкція | {6}×{},            |                 | t{3}×{},           |                    | s2{2,6},           |
| ----------- | ------------------ | --------------- | ------------------ | ------------------ | ------------------ |
| Малюнок     |                    |                 |                    |                    |                    |
| Порушення   |                    |                 |                    |                    |                    |

## Як частина просторових мозаїк
Шестигранна призма присутня як комірка в чотирьох призматичних однорідних опуклих стільниках у тривимірному просторі:
| Шестикутний призматичний стільник · | Трикутно-шестикутний призматичний стільник · | Зрізаний трикутний призматичний стільник · | Ромбо-трикутно-шестикутний призматичний стільник · |
|                                     |                                              |                                            |                                                    |

Шестигранні призми є також тривимірними гранями чотиривимірних однорідних многогранників:
| Зрізана тетраедрична призма ·    | Зрізана октаедрична призма ·   | Зрізана кубоктаедрична призма ·   | Зрізана ікосаедрична призма ·   | Зрізана ікосододекаедрична призма · |
|                                  |                                |                                   |                                 |                                     |
| Зрізаний всередину 5-комірник ·  | Реберно-зрізаний 5-комірник ·  | Зрізаний всередину 16-комірник ·  | Реберно зрізаний гіперкуб ·     |                                     |
|                                  |                                |                                   |                                 |                                     |
| Зрізаний всередину 24-комірник · | Реберно-зрізаний 24-комірник · | Зрізаний всередину 600-комірник · | Реберно-зрізаний 120-комірник · |                                     |
|                                  |                                |                                   |                                 |                                     |

## Пов'язані многогранники і мозаїки
| Симетрія: [6,2], (*622)  | Симетрія: [6,2], (*622) | Симетрія: [6,2], (*622) | Симетрія: [6,2], (*622) | Симетрія: [6,2], (*622) | Симетрія: [6,2], (*622) | Симетрія: [6,2], (*622) | [6,2]+, (622) | [6,2+], (2*3) |
| ------------------------ | ----------------------- | ----------------------- | ----------------------- | ----------------------- | ----------------------- | ----------------------- | ------------- | ------------- |
|                          |                         |                         |                         |                         |                         |                         |               |               |
|                          |                         |                         |                         |                         |                         |                         |               |               |
| {6,2}                    | t{6,2}                  | r{6,2}                  | t{2,6}                  | {2,6}                   | rr{2,6}                 | tr{6,2}                 | sr{6,2}       | s{2,6}        |
| Двоїсті їм многогранники |                         |                         |                         |                         |                         |                         |               |               |
|                          |                         |                         |                         |                         |                         |                         |               |               |
| V62                      | V122                    | V62                     | V4.4.6                  | V26                     | V4.4.6                  | V4.4.12                 | V3.3.3.6      | V3.3.3.3      |

Цей многогранник можна вважати членом послідовності однорідних многогранників з кутовою фігурою (4.6.2 p) і діаграмою Коксетера — Динкіна . Для p<6 членами послідовності є усічені у всіх кутах многогранники (зоноедри), і вони показані нижче як сферичні мозаїки. Для p>6 вони є мозаїками гіперболічної площини починаючи зі зрізаної трисемикутної мозаїки.
| Симетрія *n32 n,3  | Сферична   | Сферична   | Сферична   | Сферична   | Евклідова  | Компактна гіперболічна | Компактна гіперболічна | Паракомп.  | Некомпактна гіперболічна | Некомпактна гіперболічна | Некомпактна гіперболічна | Некомпактна гіперболічна |
| Симетрія *n32 n,3  | *232 [2,3] | *332 [3,3] | *432 [4,3] | *532 [5,3] | *632 [6,3] | *732 [7,3]             | *832 [8,3]             | *∞32 [∞,3] | [12i,3]                  | [9i,3]                   | [6i,3]                   | [3i,3]                   |
| ------------------ | ---------- | ---------- | ---------- | ---------- | ---------- | ---------------------- | ---------------------- | ---------- | ------------------------ | ------------------------ | ------------------------ | ------------------------ |
| Фігури             |            |            |            |            |            |                        |                        |            |                          |                          |                          |                          |
| Конфігурація       | 4.6.4      | 4.6.6      | 4.6.8      | 4.6.10     | 4.6.12     | 4.6.14                 | 4.6.16                 | 4.6.∞      | 4.6.24i                  | 4.6.18i                  | 4.6.12i                  | 4.6.6i                   |
| Двоїста            |            |            |            |            |            |                        |                        |            |                          |                          |                          |                          |
| Конфігурація грані | V4.6.4     | V4.6.6     | V4.6.8     | V4.6.10    | V4.6.12    | V4.6.14                | V4.6.16                | V4.6.∞     | V4.6.24i                 | V4.6.18i                 | V4.6.12i                 | V4.6.6i                  |